# Жан II д'Авен
Жан II д'Авен (фр. Jean II d’Avesnes; 1247 — 22 серпня 1304) — граф Еноський в 1280—1304 роках (як Жан I), граф Голландії і Зеландії в 1299—1304 роках (як Ян II). Порядковий номер рахується за родом Авенів.

## Життєпис

### Граф Ено
Син Жана I д'Авена, графа-спадкоємця Ено, та Аделаїди Голландської. Народився 1247 року. 1257 року після смерті батька керування Ено повернула до себе бабуся Маргарита II, графиня Фландрії. Освіту здобув при голландському дворі.
Досягши повноліття, Жан II д'Авен продовжив суперечку з родом Дамп'єрів, зведених родичів за Фландрію, Ено і Намюр. 1272 року уклав союз зі стриєчним братом Флорісом V, графом Голландії та Зеландії. 1275 року Рудольф I Габсбург, король Німеччини, передав Жану д'Авену йому імперську Фландрію, яка вважалася імперським леном, а Гі де Дамп'єра, спадкоємця Фландрії, оголосив вигнаним зі Священної Римської імперії. Але це не мало результату, оскільки король не надав військ Авену. У 1277 році Рудольф I визнав Жана д'Авена спадкоємцем Флоріса V у разі відсутності в останнього спадкоємця.
У 1280 році після смерті бабусі став графом Еноським. Втім не полишив бажання стати правителем Фландрії. З огляду на те, що Дамп'єрів, графів Фландрії, підтримувала Франція, Жан д'Авен став орієнтуватися на Англію. 1287 року відбулася нетривала сутичка за Фландрію, яка завершилася без результату.
Намагаючись створити потужне військо й наповнити скарбницю, граф збільшив податки, намагався обкласти зборами абатства та міста. Наслідком цього стало накладання інтердикту на Еноське графство, застосоване Вільгельмом д'Авеном, єпископом Камбре, й повстання міста Валансьєну. У цю справу втрутився французький король Філіпп IV. Вже у 1293 році граф Еноський замирився з останнім та уклав союзний договір. Причиною цього стала переорієнтація Фландрії на Англію.
1296 року почалася війна з Гі де Дамп'єром, графом Фландрії, який ще у 1292 році став сеньйором Валансьєну. Лише за допомогою Франції Жану д'Авену вдалося повернути це місто під свою владу.

### Граф Голландії
У 1299 році д'Авен стає регентом голландського графа Яна I. Через 2 тижні той помер, й Жан д'Авен став новим графом Голландії та Зеландії як Ян II. Водночас Гі де Дамп'єр зазнав поразки від французького війська, внаслідок чого відмовився від прав на Зеландію. Спроби німецького короля Альбрехта I Габсбурга взяти Голландію і Зеландію в секвестр імперії виявилися невдалими.
Сам Жан д'Авен керував графом Ено, намісником в Зеландії він поставив сина Жана, графа Остревана, який невдовзі придушив повстання частини зеландської знаті, яких підбурила Фландрія. Намісником (адміністратором) Голландії призначив ще одного сина — Вільгельма.
1301 року сприяв призначенню брата Гі єпископом Утрехту, що значно зміцнило становище Жана в Нідерландах. У 1302 році війська Ено брали участь у битві біля Куртре, де повсталі фламандці здобули перемогу. В цій битві загинув старший син Жана д'Авена — Жан, граф Остерванський. Після цього Гі Намюрський (син Гі де Дамп'єра) в битві на о. Дуйвеланд завдав поразки Вільгельму, наміснику Голландії, внаслідок чого захопив Зеландію, значну частину Голландії та єпископства Утрехтського.
11 серпня 1304 року франко-голландські війська на чолі з Реньє Грімальді в морській битві біля Зірікзее завдали фламандцям поразки, в результаті чого вдалося повернути під владу Голландію і Зеландію. Невдовзі після цього Жан II д'Авен помер у Валансьєні. Йому спадкував син Вільгельм I.

## Родина
Дружина — Філіппа, донька Генріха V, графа Люксембургу.
Діти:
- Жан (д/н—1302), граф Остревана
- Генріх (д/н—1303), канонік в Камбре
- Маргарита (д/н—1342), дружина Роберта II, графа Артуа
- Аліса (д/н—1317), дружина Роджера Біго, 5-го графа Норфолк
- Ізабелла (д/н—1305), дружина Рауля II де Клермон, сеньйор де Нель і де Удан
- Марія (бл. 1280—1354), дружина Людовика I, 1-го герцога Бурбон
- Вільгельм (бл. 1286—1337), граф Ено, Голландії і Зеландії
- Жан (бл. 1288—1356), сеньйор де Бомон
- Валеран
- Симон (д/н — після 1303)
- Матильда, ігуменя Нівеля

- 5 бастардів